# Micrurus ancoralis
Espèce
Synonymes
- Elaps macgravii var. ancoralis Jan, 1872

Micrurus ancoralis est une espèce de serpents de la famille des Elapidae. 

## Répartition
Cette espèce se rencontre :
- dans le sud-est du Panamá ;
- dans l'ouest de la Colombie ;
- dans l'ouest de l'Équateur.

## Liste des sous-espèces
Selon The Reptile Database (8 septembre 2011) :
- Micrurus ancoralis jani Schmidt, 1936
- Micrurus ancoralis ancoralis (Jan, 1872)

## Publications originales
- Jan, 1872 : Iconographie générale des ophidiens. J.B. Bailière et Fils, Paris, vol. 3, Livraison 42, p. 1-188 (texte intégral).
- Schmidt, 1936 : Preliminary account of coral snakes of South America. Zoological Series of Field Museum of Natural History, vol. 20, no 19, p. 189-203 (texte intégral).